# 금강앵무속
금강앵무속(Ara)은 6개의 현존하는 종과 1종 이상의 멸종된 종을 가진 신생대 구속의 속이다. 이 속명은 1799년 프랑스 자연주의자 베르나르드 베르나르제르멩 드 라세페드 백작이 만든 이름이다. 속명 금강앵무속은 아마도 포르투갈어인 앵무(papagaio)와 관련이 있을 수 있다.
금강앵무속은 긴 꼬리, 긴 좁은 날개 및 생생한 색의 깃털을 가진 커다란 눈에 띄는 앵무새다. 그들은 모두 눈 주위에 특징적인 문양을 가지고 있다. 수컷과 암컷은 비슷한 깃털을 가지고 있다. 애완동물 거래에서 인기가 있으나 조류 밀수는 여러 새에게 위협이 될 수 있다.

## 분류학적 순서에 따른 하위종
현대에는 6종의 생존 종과 1종의 멸종된 종이 있으며, 화석으로만 알려진 세 번째 멸종 종이 남아 있다. 멸종된 쿠바앵무가 마지막으로 확인된 것은 1864년에 총에 맞았을 때였다. 쿠바앵무의 알 껍데기는 박물관에 보존되어 있지만 그 알 중 어느 것도 살아남지 못했다.
- 붉은꼬리모자앵무, Ara macao
- 군대앵무, Ara militaris
- 큰초록모자앵무, Ara ambiguus
- 붉은뺨모자앵무, Ara rubrogenys
- 홍금모자앵무, Ara chloropterus
- 쇠모자앵무, Ara severa